# Lasiocladus capuronii
Lasiocladus capuronii är en akantusväxtart som beskrevs av Raymond Benoist. Lasiocladus capuronii ingår i släktet Lasiocladus och familjen akantusväxter. Inga underarter finns listade i Catalogue of Life. Den är endemisk för Madagaskar, beskrevs från Andrambovato öster om Fianarantsoa och har uppkallats efter den franske botanikern René Paul Raymond Capuron.